# タイ早稲田日本語学校
タイ早稲田日本語学校（タイわせだにほんごがっこう）は、タイ王国の首都バンコクにある日本語学校。学校法人早稲田大学とタイの企業グループ「サハグループ」の共同出資企業であるWaseda Education (Thailand)が運営母体となっている。

## 沿革
- 2003年4月 開校
- 2005年5月 夜間ビジネス日本語コースを新設
- 2005年10月 カオヤイ国立公園で日本文化キャンプを開催。
- 2007年6月 タイ人向け漢字学習ソフト完成発表会開催。

## 概要
- タイ政府教育省の学校設立認可を受け、2003年4月にバンコク都心サトーン通りに開校。日本留学、日本企業就職希望者を対象とした全日制集中コース、高校・大学生および社会人対象の夜間・週末コースなどを開講している。修了生は早稲田大学をはじめとする日本国内の大学や日本語学校に進学するほか、タイ国内の日系企業に就職している。
- 日本語教育セミナーを国際交流基金バンコク日本文化センターの後援を受けて開催している。
- ラチャモンコン大学、タマサート大学の日本研修も請け負っている。